# Stegodyphus sabulosus
Stegodyphus sabulosus är en spindelart som beskrevs av Albert Tullgren 1910. Stegodyphus sabulosus ingår i släktet Stegodyphus och familjen sammetsspindlar. Inga underarter finns listade i Catalogue of Life.